# Nakano Sun Plaza
Nakano Sun Plaza (jap. 中野サンプラザ Nakano San Puraza) – hotel w tokijskiej dzielnicy Nakano (Tokio). Został wybudowany w 1973. Na terenie hotelu znajduje się sala koncertowa Nakano Sun Plaza Hall, która może pomieścić 2222 osoby.